# Rathaus (Lonnerstadt)

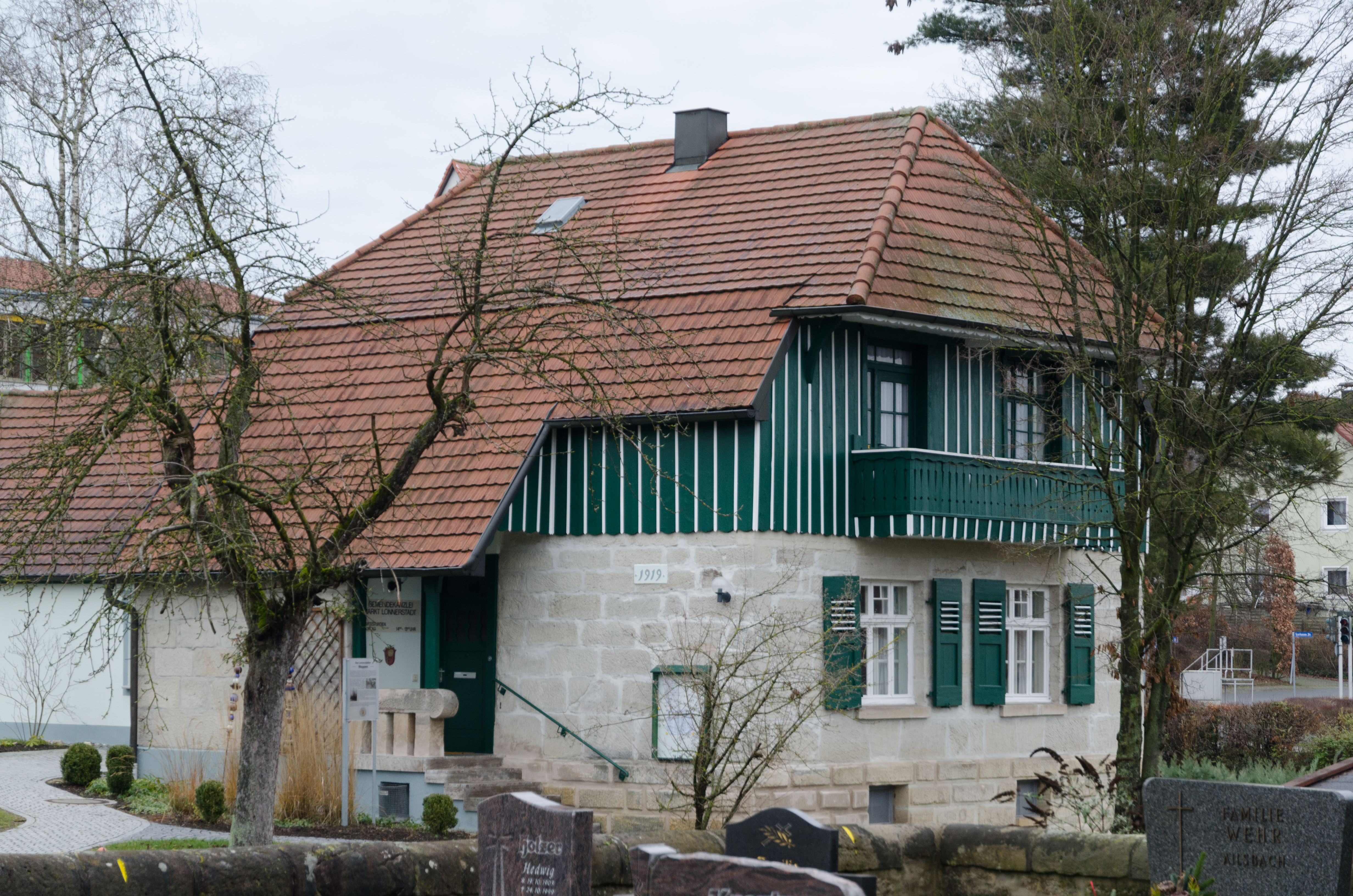
Rathaus in Lonnerstadt

Das Rathaus in Lonnerstadt, einer Marktgemeinde im mittelfränkischen Landkreis Erlangen-Höchstadt in Bayern, wurde um 1910 errichtet. Das Rathaus an der Schulstraße 17 ist ein geschütztes Baudenkmal. 
Der zweigeschossige Halbwalmdachbau mit Giebelbalkon und holzverkleidetem Obergeschoss entspricht dem historistischen Baustil der Zeit.